# Лэнг, Хоуп
Хо́уп Эли́с Росс Лэнг (англ. Hope Elise Ross Lange; 28 ноября 1933 — 19 декабря 2003) — американская актриса. Обладательница двух премий «Эмми», а также номинантка на премии «Оскар» и «Золотой глобус».

## Биография
Хоуп Элис Росс Лэнг (англ. Hope Elise Ross Lange) родилась 28 ноября 1933 года в городе Реддинг, штат Коннектикут. Её отец, Джон Джордж Лэнг, был музыкантом и аранжировщиком Флоренза Зигфелда, а мать, Миннэтт Буддек, актрисой, а позже владелицей ресторана. В юности она работала официанткой в ресторане матери и однажды её фото случайно было напечатано в одной из газет, после чего ей предложили работу в одном из модельных агентств Нью-Йорка.

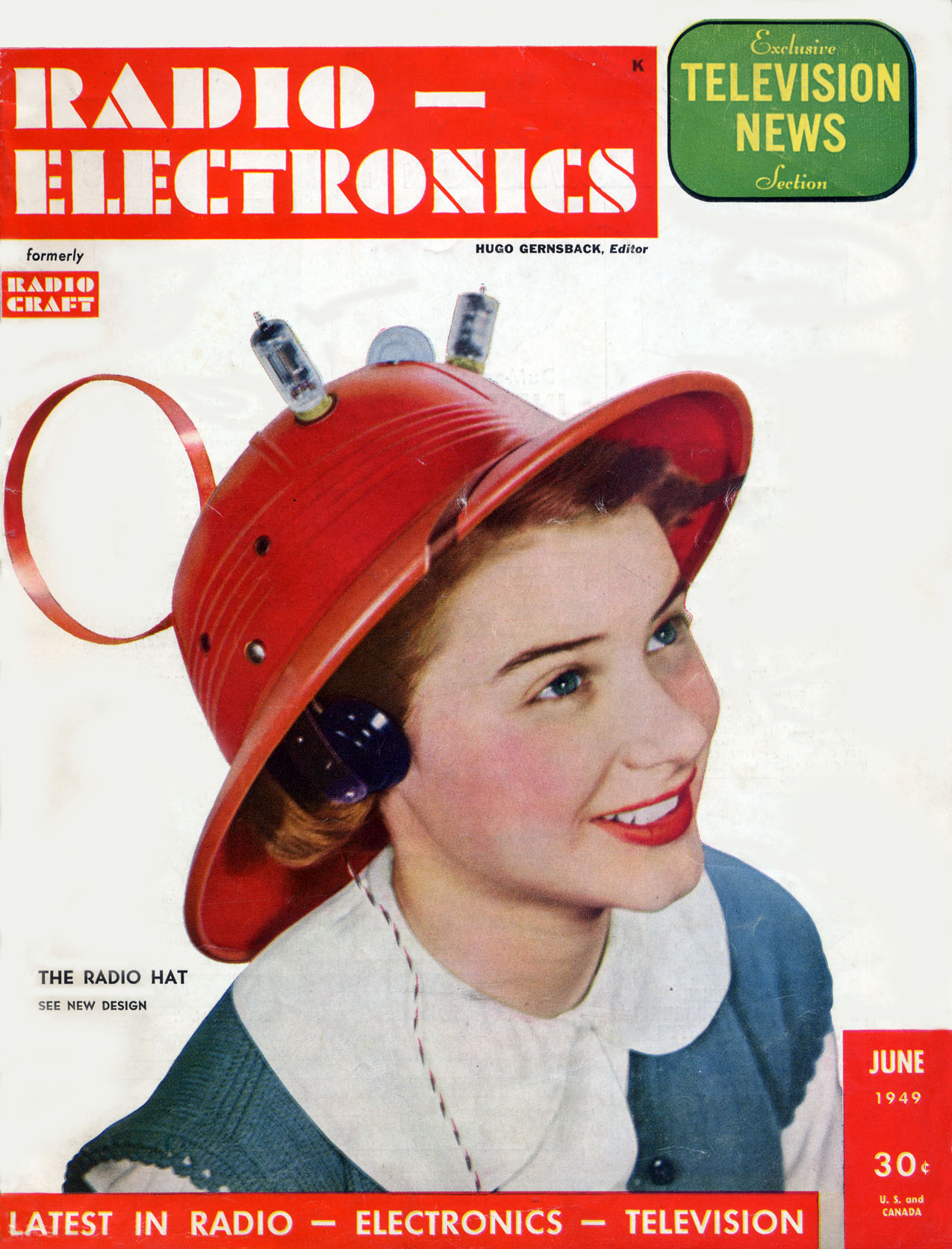
15-летняя Хоуп Элис Росс Лэнг в рекламе «Радиошляпа марсианина», 1949

Актёрская карьера Хоуп Лэнг началась в 1943 году на одной из театральных сцен Бродвея в постановке «Патриоты». По прошествии десятилетия она впервые появилась на телевидении, а в 1956 году состоялся её кинодебют в фильме «Автобусная остановка», где исполнителями главных ролей были Мэрилин Монро и Дон Мюррей, за которого в том же году она вышла замуж. Спустя год Хоуп Лэнг снялась в фильме «Пейтон-плейс» (1957), за роль Селены Кросс из которого она была номинирована на премии «Золотой глобус» и «Оскар» как лучшая актриса второго плана. В 1964 году, спустя три года после развода с Мюррейем, актриса вышла замуж за режиссёра Алана Пакулу, с котором развелась в 1971 году.
С 1968 по 1970 год Хоуп Лэнг была исполнительницей роли Кэролин Мюир в популярном телесериале «Призраки и миссис Мюир», за роль которой она дважды становилась обладательницей премии «Эмми», а также номинанткой на «Золотой глобус». После этого она успешно снималась в течение трёх сезонов в «Новом шоу Дика Ван Дайка». В 1974 году актриса сыграла жену Чарльза Бронсона в фильме «Жажда смерти». В 1977 году она вновь появилась на Бродвее, где довольно много играла в последующие годы.
В 1986 году Хоуп Лэнг вышла замуж за театрального продюсера Чарльза Холлерита с которым прожила оставшуюся жизнь. Она умерла 19 декабря 2003 года в госпитале Сэнт-Джон в Санта-Монике от ишемического колита в возрасте 70 лет.

## Избранная фильмография
- Автобусная остановка (1956) — Элма Дукворт
- Подлинная история Джесси Джеймса (1957) — Зи
- Пейтон-плейс (1957) — Селена Кросс
- Молодые львы (1958) — Хоуп Плоуман
- Всё самое лучшее (1959) — Каролин Бендер
- Дикарь (1961) — Айрин Сперри
- Пригоршня чудес (1961) — Элизабет Мартин
- Жажда смерти (1974) — Джоанна Керси
- Дворец наслаждений (1980) — Маделейн Калверт (ТВ)
- Кошмар на улице Вязов 2: Месть Фредди (1985) — Шэрил Уолш
- Синий бархат (1986) — миссис Уильямс
- Прямая и явная угроза (1994) — сенатор Майо
- Правое дело (1995) — Либби Прентис

## Награды
- «Эмми» 1969, 1970 — «Лучшая актриса в комедийном сериале» («Призраки и миссис Мюир»)